# استخر سوخت مصرف‌شده

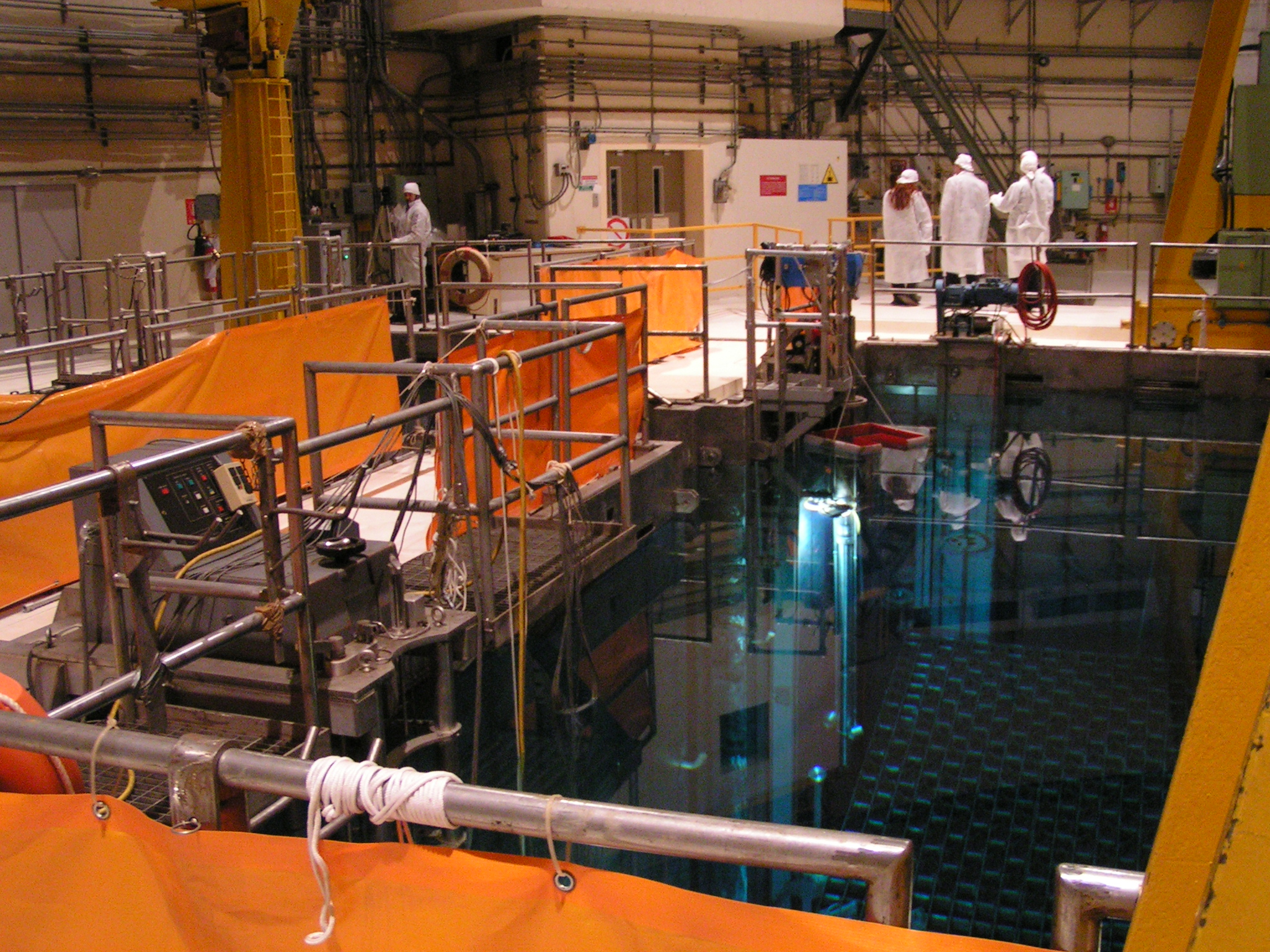
ساختار «استخر سوخت مصرف‌شده» در نیروگاه هسته‌ای کائورسو - ۲۰۰۵

استخر سوخت مصرف‌شده (به انگلیسی: Spent fuel pool) محلی برای نگهداری سوخت هسته‌ای مصرف‌شده رآکتورهای هسته‌ای است. این استخرها معمولاً عمقی حدود ۱۲ متر دارند و قفسه‌هایی ویژه برای قرار دادن سوخت و نگهداری در آن وجود دارد. معمولاً سوخت هسته‌ای پس از ۳ تا ۶ سال استفاده در رآکتور، به مدت ۱۰ تا ۲۰ سال در این استخرها نگهداری می‌شود و سپس جهت بازفرآوری یا ذخیره‌سازی از آن خارج می‌شود.